# Sevilla... casi ná
Sevilla... casi ná es un álbum de estudio de Manolo Escobar, grabado en 1984. Dónde se encuentra canciones como No hables mal de las mujeres, Tengo en el Rocío, Se entera de tó, Madre tierra Andalucía, Y sin embargo, Caminando al Rocío, Sevilla... casi ná, El adiós, La edad no cuenta, El presi, Voz del pueblo, Perdón te pido.

## Pistas
| Sevilla... casi ná |                                |          |  |
| N.º                | Título                         | Duración |  |
| 1.                 | «No hables mal de las mujeres» | 3.01     |  |
| 2.                 | «Tengo en el Rocío»            | 4.03     |  |
| 3.                 | «Se entera de tó»              | 3.47     |  |
| 4.                 | «Madre tierra Andalucía»       | 3.47     |  |
| 5.                 | «Y sin embargo»                | 3.03     |  |
| 6.                 | «Caminando al Rocío»           | 3.30     |  |
| 7.                 | «Sevilla... casi ná»           | 3.01     |  |
| 8.                 | «El adiós»                     | 3.59     |  |
| 9.                 | «La edad no cuenta»            | 3.32     |  |
| 10.                | «El presi»                     | 3.16     |  |
| 11.                | «Voz del pueblo»               | 3.39     |  |
| 12.                | «Perdón te pido»               | 3.35     |  |
| 40.13              |                                |          |  |